# Ocymyrmex shushan
Ocymyrmex shushan är en myrart som beskrevs av Bolton 1981. Ocymyrmex shushan ingår i släktet Ocymyrmex och familjen myror. Inga underarter finns listade i Catalogue of Life.